# Moniek Nijhuis
Moniek Nijhuis, née le 20 mars 1988 à Losser, est une nageuse néerlandaise spécialiste des épreuves de brasse (50 et 100 m). Elle a obtenu ses meilleurs résultats en compétition petit bassin et s'illustre sur les relais.

## Biographie
Après avoir échoué à se qualifier pour les Jeux olympiques de 2008, Moniek Nijhuis décide d'interrompre sa carrière sportive pour se consacrer à ses études.
L'année suivante, Nijhuis est quatrième du 50 mètres brasse des Championnats du monde de Rome. En fin d'année, la Néerlandaise obtient l'or en 50 mètres brasse lors des Championnats d'Europe en petit bassin, son premier titre individuel dans un championnat international. En 2010, Nijhuis remporte l'or sur le 100 mètres brasse.

## Palmarès

### Jeux olympiques
| Épreuve / Édition           | Londres 2012                |
| 100 mètres brasse           | 20e des séries 1 min 8 s 31 |
| 4 × 100 mètres quatre nages | 6e 3 min 57 s 28            |

### Championnats du monde

#### En petit bassin
- Championnats du monde 2014 à Doha ( Qatar) :
  -  Médaille de bronze du 50 mètres brasse.
  -  Médaille de bronze du 100 mètres brasse.

### Championnats d'Europe

#### En grand bassin
- Championnats d'Europe 2014 à Berlin ( Allemagne) :.
  -  Médaille de bronze du 50 mètres brasse.

#### En petit bassin
- Championnats d'Europe 2003 à Dublin ( Irlande) :
  -  Médaille de bronze au titre du relais 4 × 50 mètres quatre nages.

- Championnats d'Europe 2004 à Vienne ( Autriche) :
  -  Médaille d'or au titre du relais 4 × 50 mètres quatre nages.

- Championnats d'Europe 2005 à Trieste ( Italie) :
  -  Médaille d'or au titre du relais 4 × 50 mètres quatre nages.

- Championnats d'Europe 2008 à Rijeka ( Croatie) :
  -  Médaille d'or au titre du relais 4 × 50 mètres quatre nages.
  -  Médaille de bronze du 50 mètres brasse.

- Championnats d'Europe 2009 à Istanbul ( Turquie) :
  -  Médaille d'or du 50 mètres brasse.
  -  Médaille d'or au titre du relais 4 × 50 mètres quatre nages.
  -  Médaille d'argent du 100 mètres brasse.

- Championnats d'Europe 2010 à Eindhoven ( Pays-Bas) :
  -  Médaille d'or du 100 mètres brasse.
  -  Médaille d'or au titre du relais 4 × 50 mètres quatre nages.
  -  Médaille d'argent du 50 mètres brasse.

- Championnats d'Europe 2013 à Herning ( Danemark) :.
  -  Médaille de bronze du 50 mètres brasse.

- Championnats d'Europe 2015 à Netanya ( Israël) :.
  -  Médaille d'argent du 100 mètres brasse.

## Records personnels
Ces tableaux détaillent les records personnels de Moniek Nijhuis en grand et petit bassin.
| Épreuve      | Temps        | Compétition                | Lieu                | Date          |
| 50 m brasse  | 30 s 38      | Championnats du monde 2009 | Rome, Italie        | 1er août 2009 |
| 100 m brasse | 1 min 7 s 40 | Swim Cup                   | Eindhoven, Pays-Bas | 5 avril 2013  |

| Épreuve      | Temps        | Compétition                | Lieu        | Date            |
| 50 m brasse  | 29 s 62      | Championnats du monde 2014 | Doha, Qatar | 3 décembre 2014 |
| 100 m brasse | 1 min 3 s 96 | Championnats du monde 2014 | Doha, Qatar | 5 décembre 2014 |